# Міський бог Ерос
Міський бог Ерос — студійний альбом українського рок-гурту Мертвий півень. Виданий 1997 року.

## Список пісень
1. Міський Бог Ерос
2. Любовний хід по вул. Радянській
3. Іль-Алла-Улла
4. Гобелен
5. Думка (демо)
6. Поцілунок
7. Музика
8. Поїдання яблук
9. Байка